# USA-223
USA-223、もしくは打ち上げ前の名称NRO Launch 32 (NROL-32) は、2010年に打上げられたアメリカ合衆国の偵察衛星であり、アメリカ国家偵察局(NRO)が現在運用中のものである。この衛星は、2019年現在において、今までに打上げられたスパイ衛星の中で、最大のものであるというレコードを保持している。
USA-223は、その詳細と任務は公式には機密に指定されているが、アマチュアの人工衛星観測者達は、この衛星がマグナム／オリオン・シリーズとしては7基目、こ
のシリーズの後期型である発展型オリオン(メンター)シリーズとしては5基目に当たるシギント偵察衛星の1基であると同定している。オリオン(メンター)シリーズの衛星は、地上の微弱な電波信号をキャッチすることを可能にする非常に巨大なアンテナを備えており、シギント(信号諜報)活動に用いられている。このアンテナの直径は100m程度に達すると考えられている。打上げられた2010年に、当時の国家偵察局長Bruce Carlsonは、この衛星は今までで打上げられた中で最大の衛星であると述べている。
USA-223 は、ユナイテッド・ローンチ・アライアンスによってケープカナベラル空軍基地のSLC-37B打上げ複合施設から打上げられた。打上げ時刻は、2010年11月21日、22:58 UTC であった。離陸後にロケットは東向きに飛行して静止軌道に向かった。23:05 UTC までにはロケットのステータス情報の公式な更新は停止されている。